# Stelletta orientalis
Stelletta orientalis är en svampdjursart som beskrevs av Thiele 1898. Stelletta orientalis ingår i släktet Stelletta och familjen Ancorinidae. Inga underarter finns listade i Catalogue of Life.